# Michał Terlecki (oficer artylerii)
Michał Terlecki (ur. 30 sierpnia 1892 w Zahutyniu, zm. 1947) – podpułkownik artylerii Wojska Polskiego.

## Życiorys
Urodził się 30 sierpnia 1892 w Zahutyniu. Był synem Józefa, tamtejszego rolnika. Mieszkał z rodzicami w domu nr 41. Był wyznania greckokatolickiego. W 1913 zdał z odznaczeniem egzamin dojrzałości w C. K. Gimnazjum Męskim w Sanoku (w jego klasie byli m.in. Jan Ciałowicz, Jan Kuźnar, Włodzimierz Mozołowski, Franciszek Prochaska, Klemens Remer – wszyscy także późniejsi oficerowie Wojska Polskiego). Po maturze podjął studia na akademii leśniczej.
Po zakończeniu I wojny światowej i odzyskaniu przez Polskę niepodległości został przyjęty do Wojska Polskiego. Został awansowany do stopnia kapitana artylerii ze starszeństwem z dniem 1 czerwca 1919. Brał udział w wojnie polsko-bolszewickiej. Był oficerem 1 pułku artylerii ciężkiej w Modlinie w 1923, 1924 oraz w 1928, gdy był przydzielony do 1 Okręgowego Szefostwa Artylerii. Przed 1932 uzyskał tytuł magistra. Został awansowany do stopnia majora artylerii ze starszeństwem z dniem 1 stycznia 1930. W marcu tego roku został wyznaczony w 3 pułku artylerii lekkiej Legionów w Zamościu na stanowisko kwatermistrza. W czerwcu 1933 został przesunięty na stanowisko dowódcy dywizjonu. W kwietniu 1934 został przeniesiony do Centrum Wyszkolenia Piechoty w Rembertowie na stanowisko wykładowcy.
Następnie pełnił służbę na stanowisku I zastępcy dowódcy 14 pułku artylerii lekkiej w Poznaniu. 1 września 1939 roku objął dowództwo tego pułku i na jego czele walczył w kampanii wrześniowej. 12 września 1939 został ranny pod Mąkolicami. Odnotowany został jako jeniec oflagu VII A Murnau (nr jeniecki 972). W 1947 roku, w czasie pełnienia obowiązków służbowych szefa artylerii dywizji, zginął tragicznie w wypadku samochodowym. Był wzorem żołnierza. Dowódca o głębokiej i wszechstronnej wiedzy wojskowej. O rzadko spotykanej odwadze w czasie najbardziej niebezpiecznych momentów walki. Człowiek pełen osobistego uroku i wyjątkowej kultury. Wielki przyjaciel żołnierzy.

## Ordery i odznaczenia
- Krzyż Walecznych (1921)[21]
- Złoty Krzyż Zasługi (10 listopada 1933)[22]
- Srebrny Krzyż Zasługi (10 listopada 1928)[23]
- Krzyż Oficerski Orderu Korony Rumunii (Rumunia, zezwolenie w 1933)[24]